# Yakshini
Pour les articles homonymes, voir Yakshi.

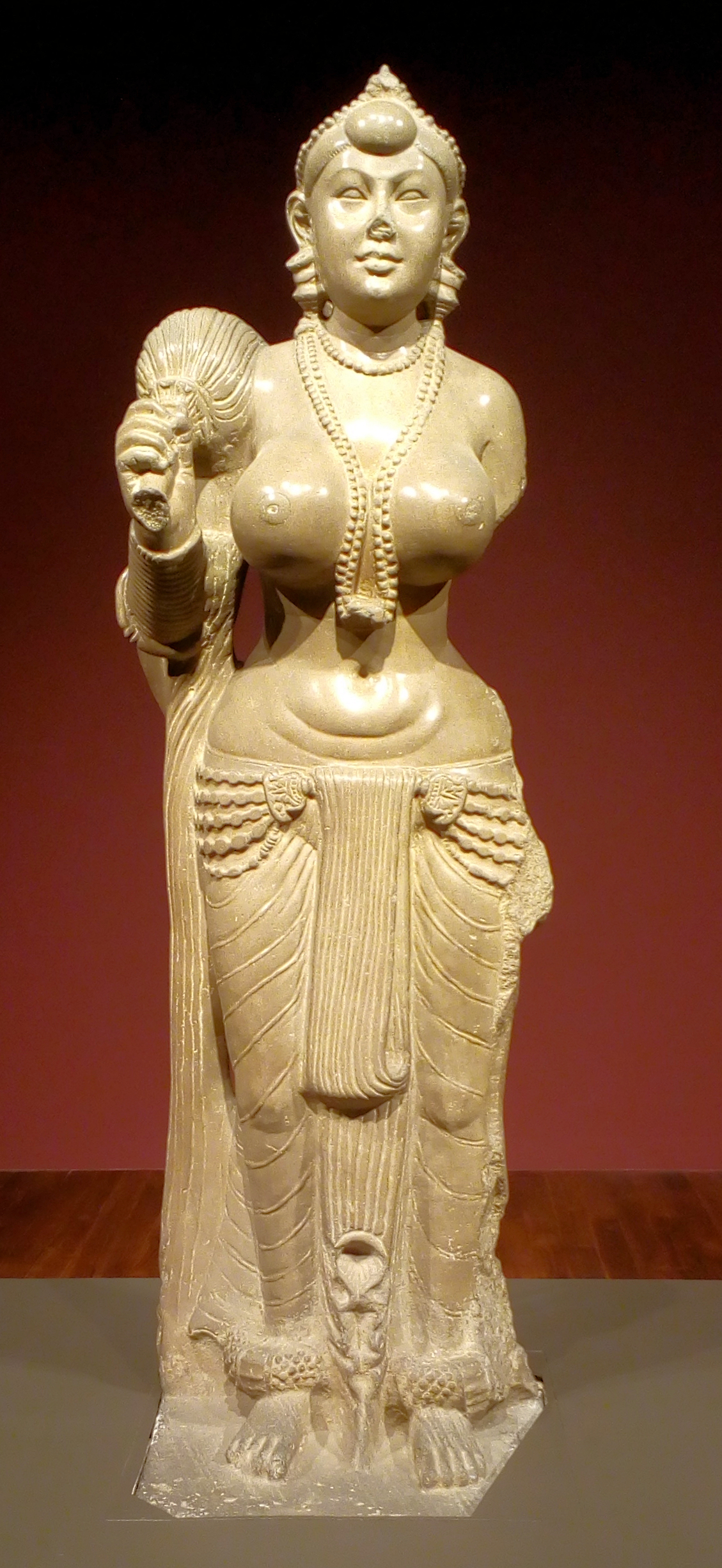
, statue datant du IIIe siècle av. J.-C. Elle est exposée au ' de Patna, en Inde.

Yakshinis (sanskrit : याक्षिणि), également connu sous les noms yaksinis ou yaksis et yakkhini en Pali, sont des entités mythologiques de l'hindouisme, du bouddhisme et du jaïnisme.
Une yakshini est l'équivalent femelle du mâle yaksha. Semblables aux fées, les deux entités assistent Kubera, le dieux hindou de la santé qui dirige le royaume mythique himalayen d'Alaka (en). Les deux sont à la recherche de trésors cachés dans la Terre.
Les yakshinis sont souvent décrites comme empreintes de beauté et voluptueuses, avec de larges hanches, une taille mince, de larges épaules et des seins ronds et exagérés. Dans le Uddamareshvara Tantra, le mantra et les rituels associés à trente-six yakshinis sont décrits. Une liste similaire existe également dans le Tantraraja Tantra, où l'on affirme que ces entités accordent tout ce qu'on leur demande. Bien que généralement bienveillantes, il existe également des yakshinis mauvaises dans le folklore de l'Inde (en).

## Liste

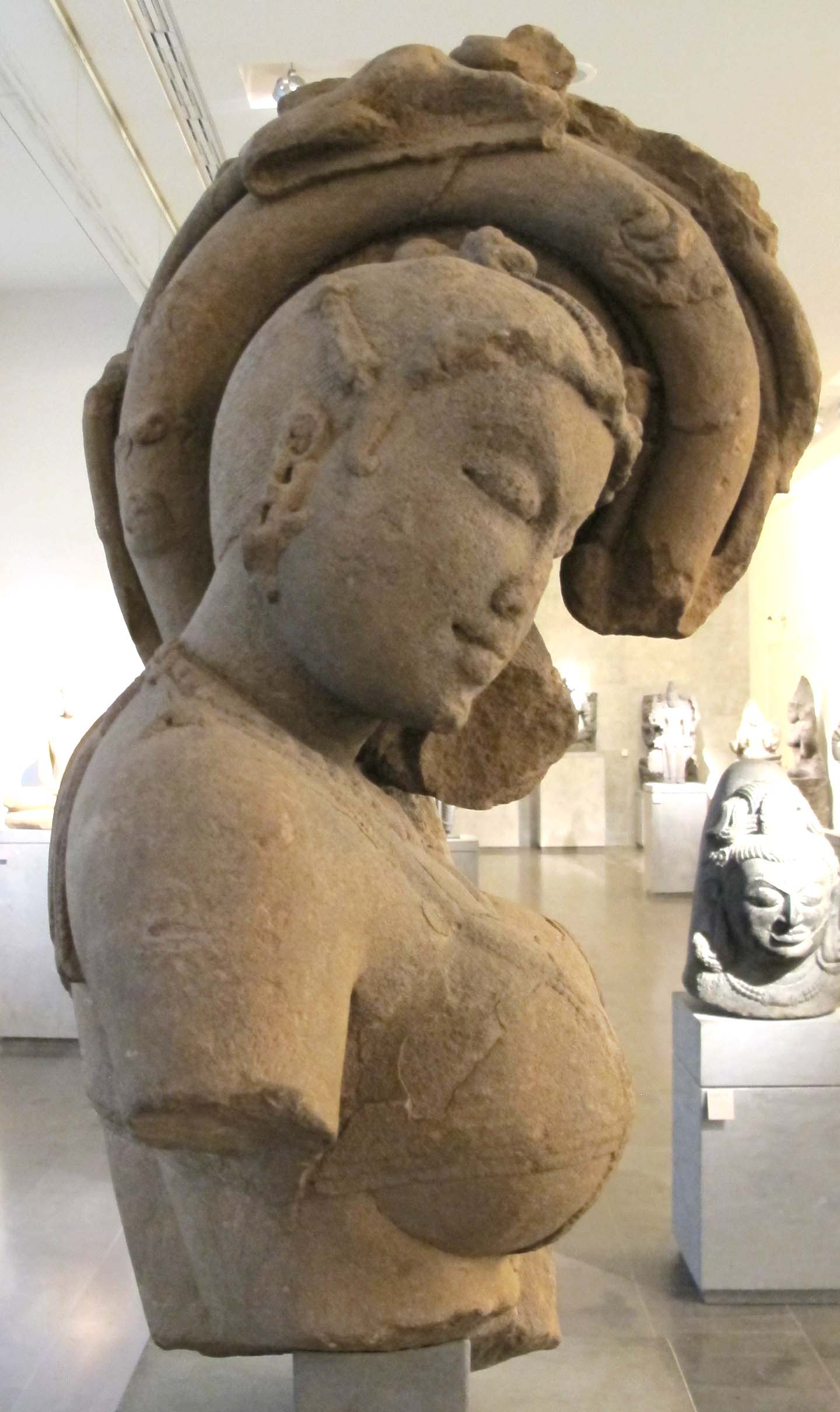
Yakshi, Xe siècle, Mathura, Inde. Musée Guimet, Paris.

Voici la liste des trente-six yakshinis du Uddamareshvara Tantra :
1. Vichitra (l'Étrange)
2. Vibhrama (l'Amoureuse)
3. Hamsi (le Cygne)
4. Bhishani (la Terrifiante),
5. Janaranjika (l'Amuseuse)
6. Vishala (celle aux grands yeux)
7. Madhana (la Luxurieuse)
8. Ghanta (la Cloche)
9. Kalakarni (les Oreilles)
10. Mahabhaya (la Grande Peur)
11. Mahendri (en) (la Grande Puissance)
12. Shankhini (celle à la conque)
13. Chandri (celle qui est aussi belle que la Lune)
14. Shmashana (en) (celle du sol de crémation)
15. Vatayakshini
16. Mekhala (en) (la Ceinture d'amour)
17. Vikala
18. Lakshmi
19. Malini (la femme des fleurs)
20. Shatapatrika (100 Fleurs)
21. Sulochana (en) (celle aux beaux yeux)
22. Shobha (en)
23. Kapalini (la fille du Crâne)
24. Varayakshini
25. Nati (l'Actrice)
26. Kameshvari
27. Inconnue
28. Inconnue
29. Manohara (en) (fascination)
30. Pramoda (fragrance)
31. Anuragini (la très passionnée)
32. Nakhakeshi
33. Bhamini (en)
34. Padmini
35. Svarnavati
36. Ratipriya (en) (adepte des amours)

## Yakshis dans le jaïnisme

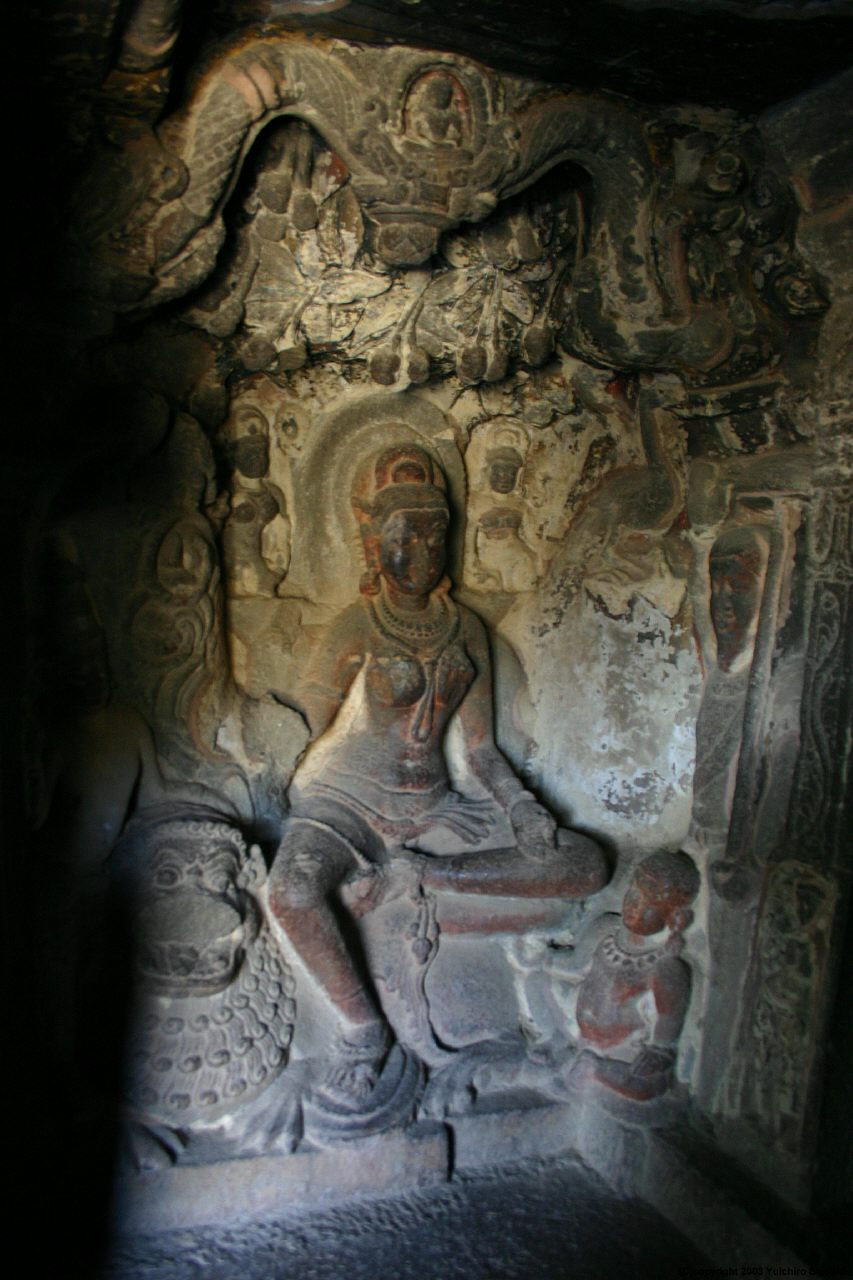
Représentation de la déesse Jain Ambika dans la cave 34 d'Ellorâ.

Dans le jaïnisme, il y a 24 yakshis, dont Chakreshvari, Ambika et Padmavati, qui sont fréquemment représentées dans les temples jaïns :
- Chakreshvari (en)
- Rohini (en), Ajitbala
- Prajnapti, Duritari
- Vajrashrankhala, Kali
- Vajrankusha, Mahakali
- Manovega, Shyama
- Kali, Shanta (en)
- Jvalamalini, Bhrikuti
- Mahakali, Sutaraka
- Manavi, Ashoka
- Gauri, Manavi
- Gāndhārī, Chanda
- Vairoti, Vidita
- Anantamati, Ankusha
- Manasi, Kandarpa
- Mahamansi, Nirvani
- Jaya, Bala (en)
- Taradevi, Dharini
- Vijaya, Dharanpriya
- Aparajita, Nardatta
- Bahurupini, Gandhari
- Ambika ou Kushmandini
- Padmavati
- Siddhayika